# Tibetische Volkspartei
Die  Tibetische Volkspartei (tibetisch: བོད་ ཀྱི་ མི མང་ཆབ སྲིད་ ཚོགས་ པ།) ist eine politische Partei der tibetischen Exilgemeinschaft mit Sitz in Dharamsala, Indien, wo sich auch die Tibetische Exilregierung und das Exilparlament befinden. Im Mai 2011 gründete Tenzin Rabgyal die Tibetische Volkspartei, um im demokratischen Prozess der Tibeter den Pluralismus zu vergrößern. Die Partei steht für Liberalismus, Dialogbereitschaft gegenüber der Volksrepublik China und Gewaltlosigkeit.
Ihr Gründungsvorsitzender Tashi Wangdu war Kandidat der Partei bei der Wahl für den Premierminister 2016.